# Natación al desnudo

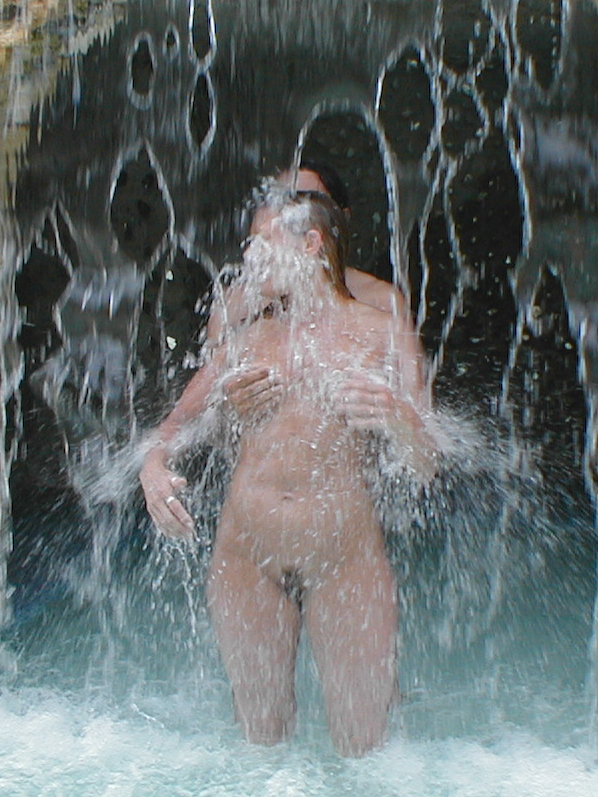
Pareja bañándose desnuda en la Parroquia de Hanover (Jamaica). Fotografía tomada en abril de 2007.

Se denomina nude swimming o skinny dipping (en español, «natación al desnudo» o «inmersión flaca») al hecho de que una persona nade o se bañe desnuda en un sitio público, especialmente cuando este es compartido por individuos de uno y otro sexo. Se conoce también como «nadonudismo».
Si bien –salvo en aquellos espacios considerados oficialmente nudistas– se recomienda la utilización de algún tipo de prenda de baño que cubra, al menos, los genitales, la mayoría de los países occidentales no disponen de una legislación específica al respecto, por lo que su ejercicio depende en gran medida del impacto social que dicha práctica conlleve, lo que, a su vez, obedece a la tipología y circunstancias concretas del lugar elegido.
El término skinny-dip fue utilizado por primera vez en Inglaterra en 1947 y es el más empleado actualmente en Estados Unidos.

## Antecedentes

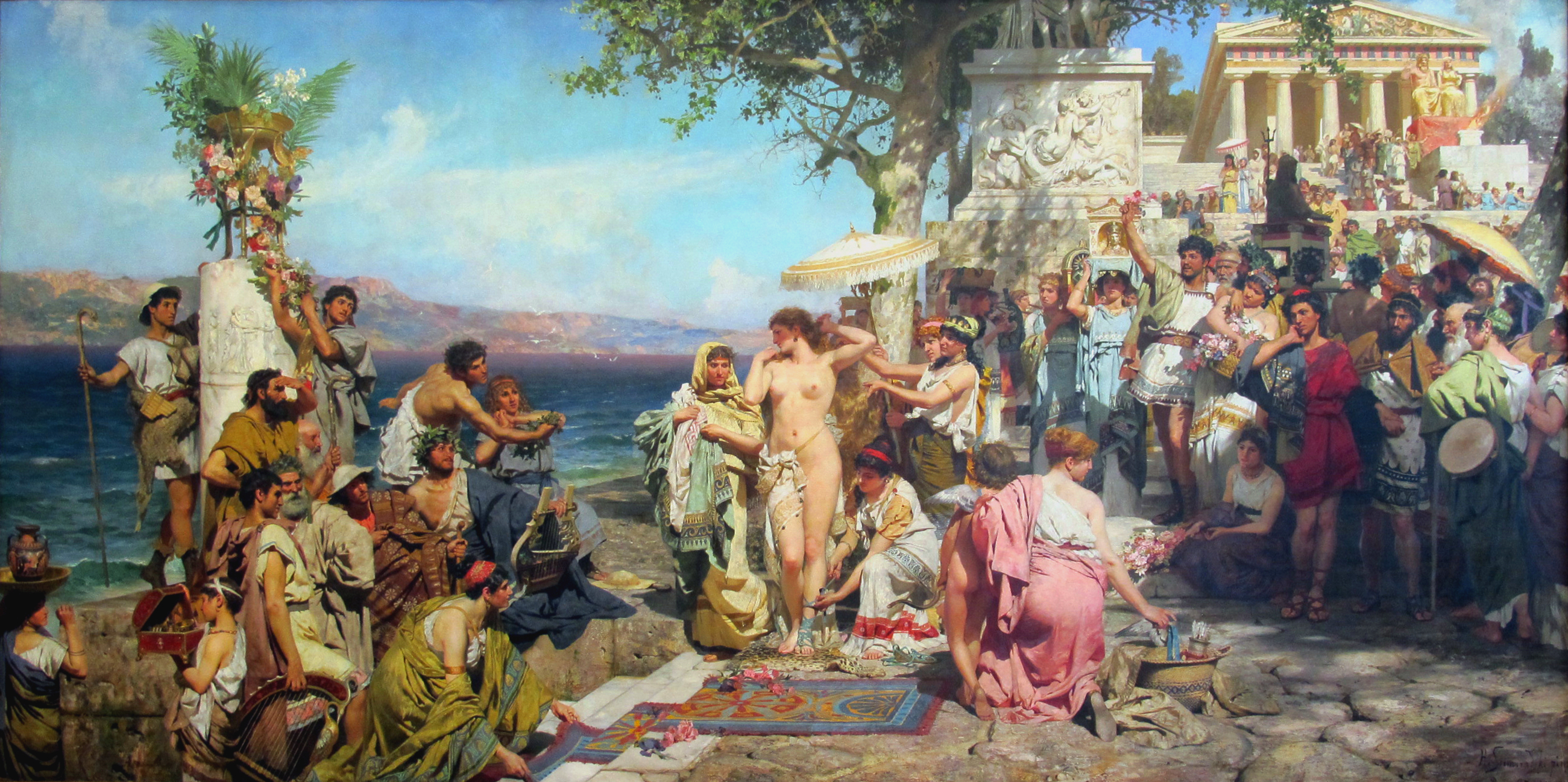
Henryk Siemiradzki. Friné se dispone a bañarse en la playa de Eleusis. 1889.

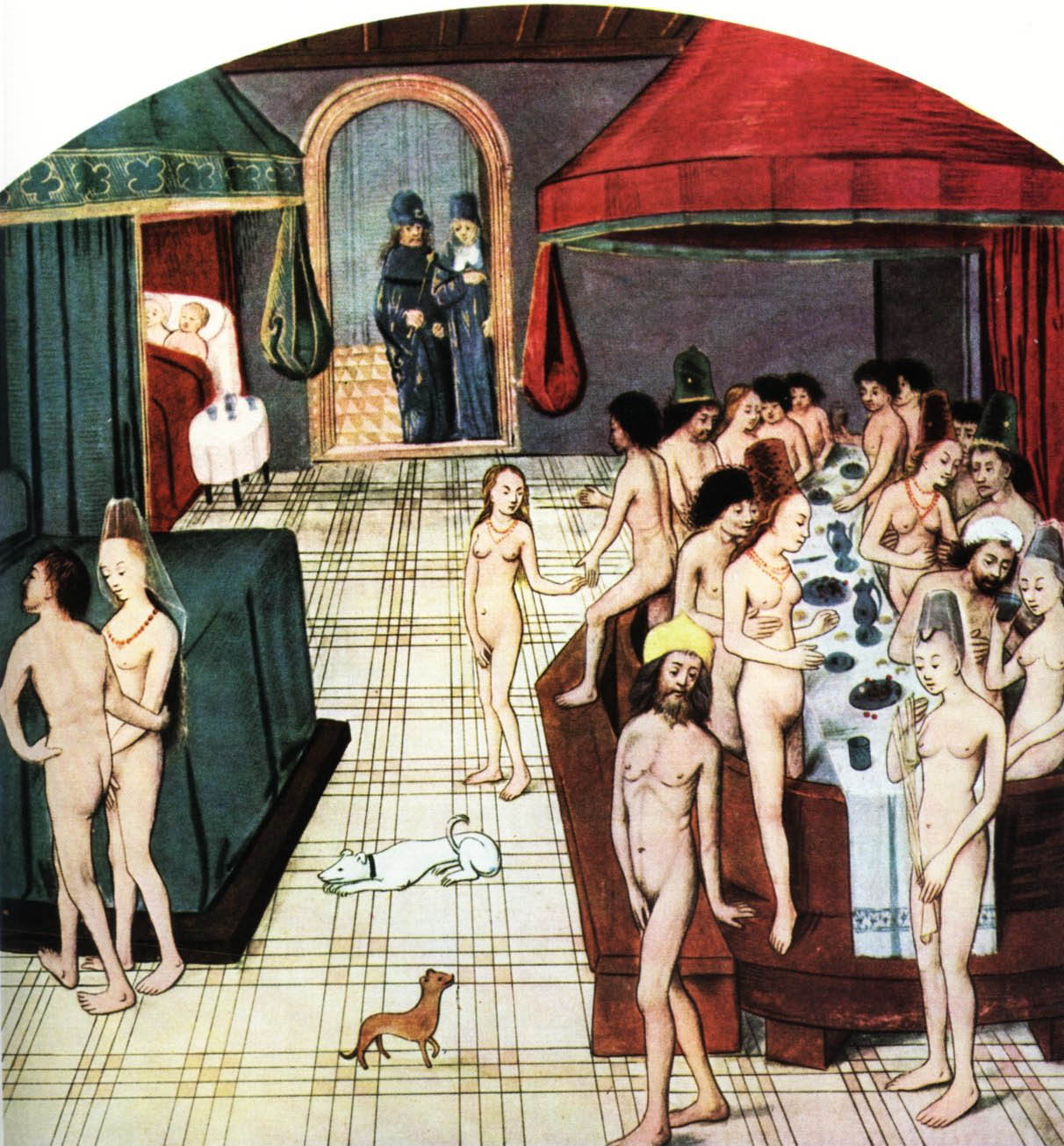
Casa de baños. Miniatura del.

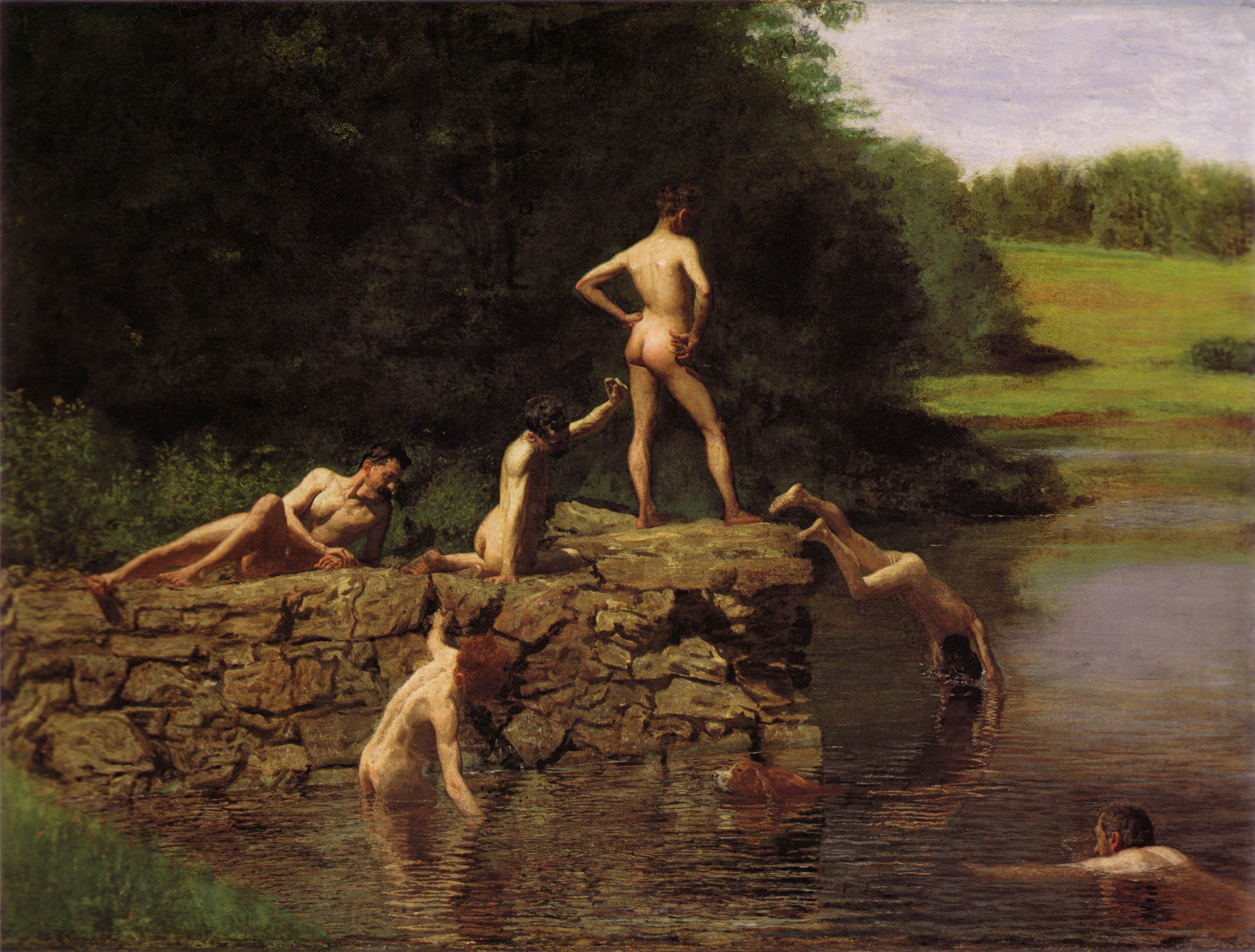
Thomas Eakins. The Swimming Hole. 1885.

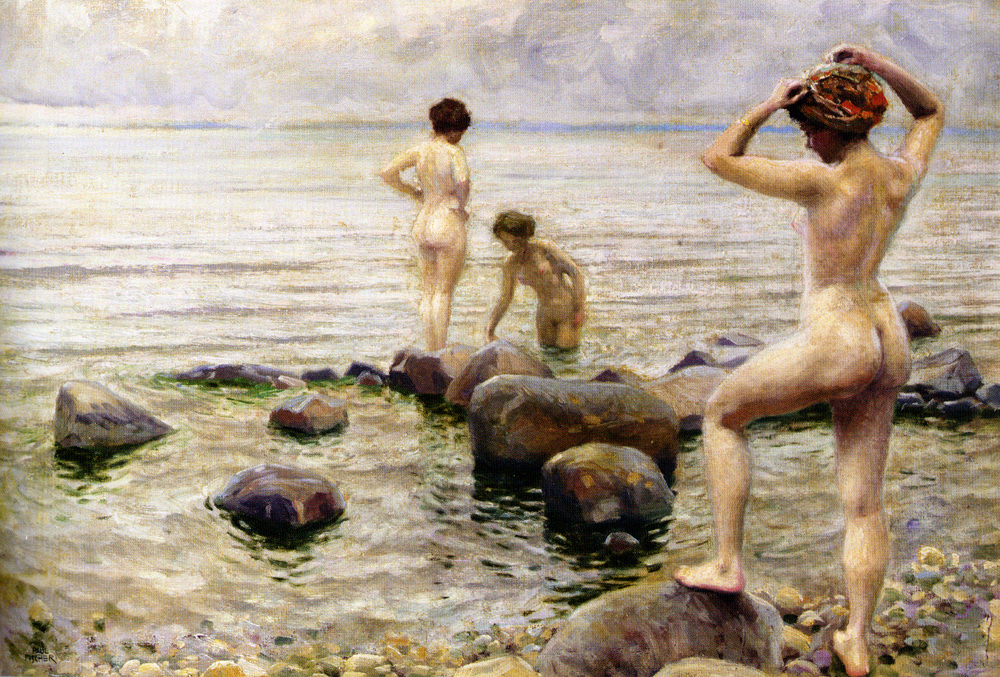
Paul Gustave Fischer. A Morning Dip. 1916.

### Periodo grecorromano
Según Ateneo de Náucratis, lo más hermoso de Friné era «lo que no se veía»; se tapaba con una túnica que le cubría todo el cuerpo y no iba nunca a los baños públicos, por lo que no era fácil contemplarla sin ropa. Pero «en la fiesta de las Eleusinias, bajaba desnuda la escalinata del templo, corría hacia la playa y se bañaba en el mar ante la muchedumbre».
Leyendas aparte, parece que ya desde el siglo V a. C. había en ellos espacios reservados para las mujeres de más baja extracción social –especialmente esclavas y cortesanas–, ya que las pertenecientes a la burguesía se bañaban en sus casas.
También las termas romanas disponían de instalaciones e incluso horarios distintos para mujeres y hombres, acudiendo las primeras por la mañana y estos al atardecer.

### Edad Media
La idea comúnmente aceptada hasta hoy de que las personas durante la Edad Media no solían bañarse prácticamente nunca parece cada vez más una fábula que un hecho históricamente contrastado.
Así, muchos investigadores destacan que, perpetuando la costumbre grecorromana, durante la mayor parte de este periodo existieron (al menos en las ciudades) numerosos baños públicos en los que se utilizaban por lo general grandes tinas de madera con agua caliente, capaces para dos o tres personas. De hecho, algunas de las imágenes de la época que se conocen muestran a hombres y mujeres desnudos junto a mesas con comida y bebidas, dispuestos a comer mientras se bañan. A mediados del siglo XIII, eran tan populares en París que sus propietarios llegaron a crear su propio gremio. La Iglesia, por el contrario, veía el hecho como un lujo innecesario y, sobre todo, pecaminoso.
En todo caso, van a ser las devastadoras pandemias medievales las que hagan pensar en el agua como responsable, en gran medida, de su propagación, lo que limitará su uso a cara y manos (el denominado baño «en seco») hasta casi el siglo XIX.

### Inglaterra
En 1668, el doctor británico Thomas Guidott se interesó por las propiedades curativas de las aguas termales, creando para ello balnearios en distintas ciudades como Harrogate, Bath, Matlock o Buxton.
Hasta los años de 1670, fue práctica habitual en ellos que hombres y mujeres se bañasen juntos, pero, a medida que pasaba el tiempo, la antigua costumbre se fue transformando en un comportamiento «escandaloso», lo que obligó a las autoridades a imponer determinadas normas, si bien cada municipio era libre de elaborar sus propias leyes.
Así, la Corporación de Bath dicta en 1737 que ninguna persona masculina mayor de 10 años, en ningún momento, sea de día o de noche, dentro de esta ciudad, puede salir de los baños sin pantalones y un chaleco. Se ordena asimismo que ninguna mujer, en ningún momento, sea de día o de noche, dentro de esta ciudad, puede salir de los baños si no va decentemente vestida. En las playas, por el contrario, se permite que tanto hombres como niños se bañen desnudos, mientras que a las niñas y mujeres solo se las invita a que lleven «ropa cómoda».
Ya en el siglo XIX, ante las presiones de las iglesias evangélicas, algunos ayuntamientos se vieron obligados a que hombres y mujeres se bañasen en zonas separadas, e, incluso, se recomendó a los primeros el empleo de trajes de baño que les cubriesen el torso, lo que fue rechazado por los bañistas aduciendo que, con ello, se reducía notablemente el contacto entre la piel y el agua marina.
En 1895, los diarios The Daily Telegraph, Evening Standard, The Daily Graphic y Daily Mail iniciaron una campaña para volver a los baños mixtos en todos los centros turísticos del país, resaltando que tal prohibición dividía a las familias, a la vez que las animaban a viajar al extranjero.
Pero al volver a juntarse hombres y mujeres, acabaron imponiéndose los trajes de baño y la posibilidad de bañarse desnudos quedó reducida a unos puntos muy concretos de la costa que, más tarde, serán considerados como el origen de las actuales playas nudistas. Huelga decir que las fábricas de ropa vieron en la nueva normativa una inmejorable manera de aumentar sus beneficios.

### Sudáfrica
Parecida evolución se produce en Sudáfrica, donde, a partir de 1873, los ayuntamientos comienzan a dictar normas para controlar las horas de baño, la vestimenta adecuada y, muy especialmente, las áreas destinadas a hombres y mujeres. Estas disposiciones parecieron demasiado restrictivas para sus habitantes, quienes, tras largos enfrentamientos con las autoridades locales, consiguieron en 1909 que se permitieran los baños mixtos, si bien tanto hombres como mujeres debían llevar los trajes de baño adecuados.

### Estados Unidos
Cuando la Asociación Cristiana de Jóvenes (YMCA) comienza en 1842 a dar clases de natación a un sinnúmero de adolescentes estadounidenses de ambos sexos, no se permite el uso de bañador, indicándose expresamente que, para las mismas, solo es necesario llevar una toalla. En 1954, el Recreation Department de Sheboygan (Wisconsin) informa de que 404 jóvenes de ambos sexos han asistido a un curso de natación de once días, libres de incómodos bañadores. Solo cuando la YMCA comienza a admitir a mujeres a principios de los años 60, estos se hacen indispensables.

## Actualidad

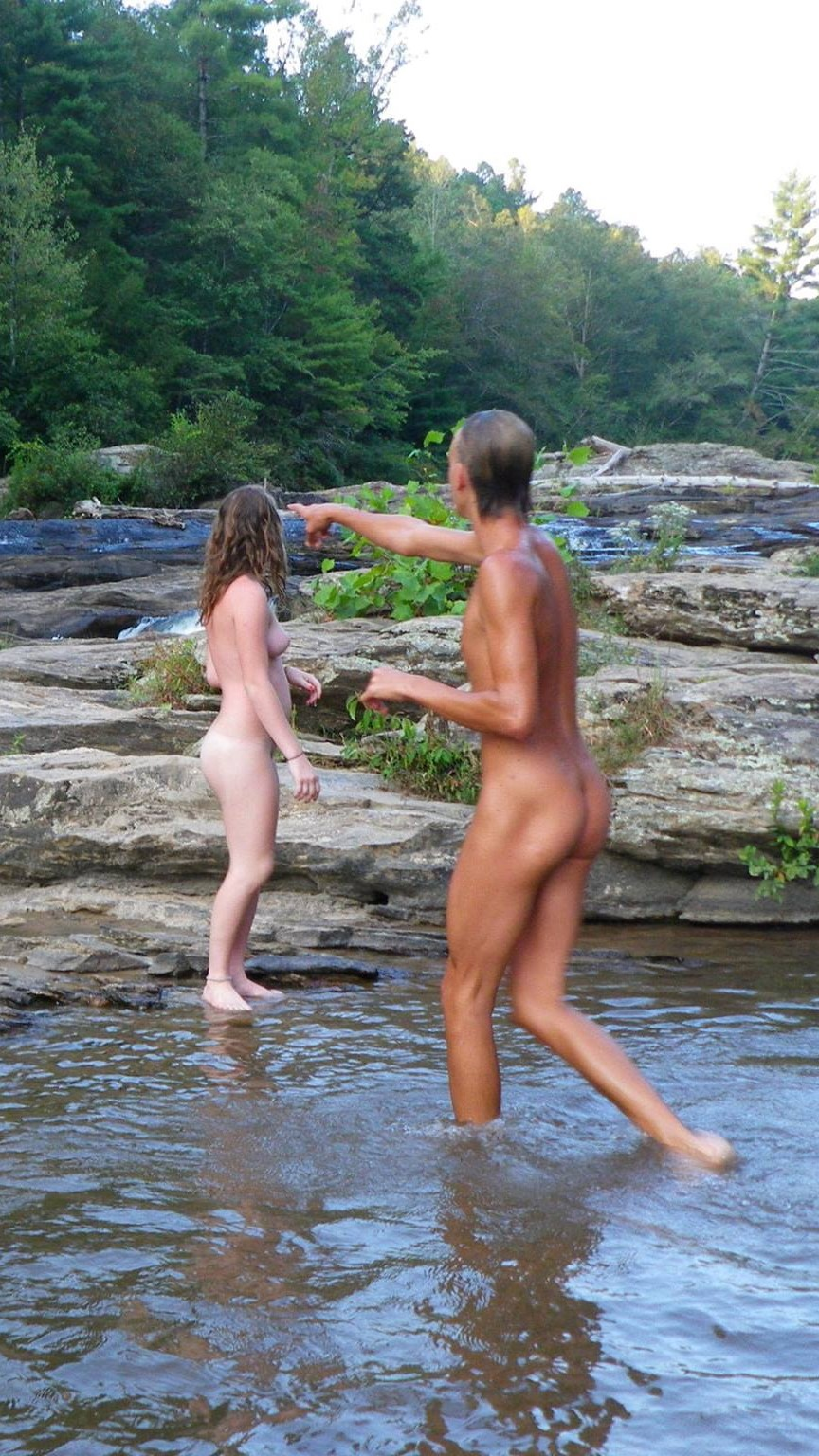
En Estados Unidos, donde el aumento del nivel de vida tras la II Guerra Mundial llevó a una cierta radicalización de las costumbres, bañarse desnudo ha quedado confinado al ámbito rural, donde la aparición de agentes de la autoridad resulta menos probable. Fotografía tomada en Florida (Estados Unidos) en marzo de 2014.

Aunque la mayoría de las personas que se bañan desnudas en público lo hacen en playas nudistas, instalaciones naturistas, piscinas privadas o zonas generalmente poco concurridas, hay que resaltar que la mayor parte de los países occidentales, como Canadá o el Reino Unido, no disponen de leyes que prohíban su práctica en otros espacios públicos como fuentes, «playas textiles», ríos o piscinas, por lo que la Policía raramente suele intervenir en tales episodios. No así en Roma, donde bañarse completamente desnudo en la emblemática Fontana di Trevi se considera un «acto obsceno», condenable con una cierta sanción económica.

## En la cultura popular

### Cine
- 1932. Bird of Paradise, dirigida por King Vidor. Los momentos en que los protagonistas se bañan desnudos en el mar produjeron cierto revuelo en el Hollywood de entonces, si bien hay que tener en cuenta que la fuerte iluminación de las secuencias impide el visionado de cualquier detalle.
- 1933. Ecstasy. En un momento de la historia, Eva Hermann (Hedy Lamarr) nada tranquilamente en un lago. Pero su caballo huye con la ropa, lo que la obliga a perseguirlo completamente desnuda por el bosque.
- Título original: Tarzan and His Mate, 1934. Según el historiador cinematográfico Rudy Behlmer, se grabaron tres versiones distintas de la famosa escena del baño en el río: una con Jane cubierta con su habitual vestido-taparrabos, otra en la que aparece con los pechos al aire (ambas rodadas por Maureen O'Sullivan) y una tercera –desnuda–, doblada por la nadadora Josephine McKim, quien había competido con Weissmüller en los Juegos Olímpicos de 1928.
- 1958. El trueno entre las hojas, dirigida por el cineasta Armando Bó e interpretada por la actriz, modelo y símbolo sexual Isabel Sarli. Tenida a todos los niveles por la primera película argentina en que aparecía un desnudo frontal íntegro, si bien cabe destacar que en la famosa escena en la que el personaje de la Flavia se baña en medio de un río sin ropa alguna en ningún momento se distinguen con total claridad otras zonas erógenas más que las tetas, que «pasaron en ese momento a convertirse en la obsesión de varias generaciones de varones»),[14]
- 1962. Something's Got to Give. Durante el rodaje de la célebre secuencia en la que Ellen Arden (Marilyn Monroe) nada de noche en una piscina, la actriz le preguntó al fotógrafo Lawrence Schiller qué pasaría si, de pronto, se quitara el bikini… Ante el asombro del equipo, Marilyn salió del agua sin nada puesto, posando totalmente desnuda para el artista.[15]
- 1971. Walkabout, dirigida por Nicolas Roeg. Muchos años después, el niño blanco, ya un hombre (Luc Roeg), recuerda el momento en que su hermana (Jenny Agutter), el joven aborigen (David Gumpilil) y él mismo se bañan desnudos en pleno corazón de Australia.
- 1977. Título original en italiano, Emanuelle e gli ultimi cannibali (Emanuelle y los últimos caníbales). En una escena de la película, Emanuelle e Isabelle se bañan desnudas en medio de un río de la selva amazónica. Cuando salen del agua, descubren en la orilla un curioso ejemplar de chimpancé fumando un cigarrillo.
- 1980.The Blue Lagoon (El lago azul). Dirigida por Randal Kleiser.
- 1985. Cuatro mujeres y un lío, película española dirigida por Mariano Ozores. Federico (Fernando Esteso) cree que eso que Manuela (Adriana Vega) le ha dicho de que le gusta bañarse desnuda es solamente una broma… Pero poco antes de quitarse la bata que la cubre por completo y tirarse a la piscina le pregunta: ¿Qué piensas, que llevo debajo el bikini?
- 1994. Sirens, de John Duigan. Sheela (Elle Macpherson) y  Pru (Kate Fischer) se bañan desnudas en la propiedad que el conocido artista Norman Lindsay tiene en las Montañas Azules de Australia. Las acompañan Estella (Tara Fitzgerald) y Giddy (Portia de Rossi), vestidas con sobrios trajes de baño de los años 30. Al darse cuenta de la llegada de un hombre, Estella las apremia para que se cubran. Pero Sheela y Pru, a las que parece no importarles en absoluto que un desconocido las «vea» sin nada encima, siguen mostrando los pechos hasta el final de la escena.

### Televisión
- 2008-2009. The Skinny Dip. En cada capítulo de la serie, la reportera canadiense Eve Kelly se traslada a un lugar del mundo (Puntarenas, Ubatuba, Whitehorse…), donde le pide a los lugareños que la acompañen al mejor rincón para bañarse juntos sin ropa. No se muestran desnudos frontales.[16]

### Récord del mundo
- 2013.